# Næsehornsviper
Næsehornsviperen (bitis nasicornis) er en hugorm inden for slægten bitis. Den findes i central- og vestafrikanske skove. Den er kendt for sine farver og to næsehornslignende skæl over næseborene.